# Picones (Encinasola de los Comendadores)
Picones es una localidad del municipio de Encinasola de los Comendadores, en la comarca de La Ramajería, provincia de Salamanca, comunidad autónoma de Castilla y León, España. 

## Historia
La fundación de Picones se remonta al siglo XIV, cuando quedó encuadrado en la jurisdicción de Ledesma, dentro del Reino de León. En lo eclesiástico pasó a formar parte desde su fundación de la Diócesis de Salamanca, siendo un anejo de Guadramiro, hecho que se prolonga hasta la actualidad. Posteriormente, con la creación de las actuales provincias en 1833, Picones quedó integrado en la provincia de Salamanca, dentro de la Región Leonesa, pasando a formar parte del partido judicial de Vitigudino en 1844. Cabe señalar que ha estado vinculado prácticamente desde su fundación al Señorío de Guadramiro, siendo en el pasado Picones una posesión de los Maldonado, familia que ejercía dicho señorío.

## Monumentos y lugares de interés
- Iglesia de San Ildefonso
- Castro del Picón de la Mora

## Demografía
En 2021 Picones contaba con una población de 21 habitantes, de los cuales 12 eran hombres y 9 mujeres. (INE 2021).
| Gráfica de evolución demográfica de Picones entre 2000 y 2021                            |
|                                                                                          |
| Fuente: Instituto Nacional de Estadística de España - Elaboración gráfica por Wikipedia. |